# La Pilarica (Las Piedras)
La Pilarica es una construcción antigua de valor histórico, con un museo y centro cultural, ubicada en la ciudad de Las Piedras, Canelones, Uruguay.

## Historia

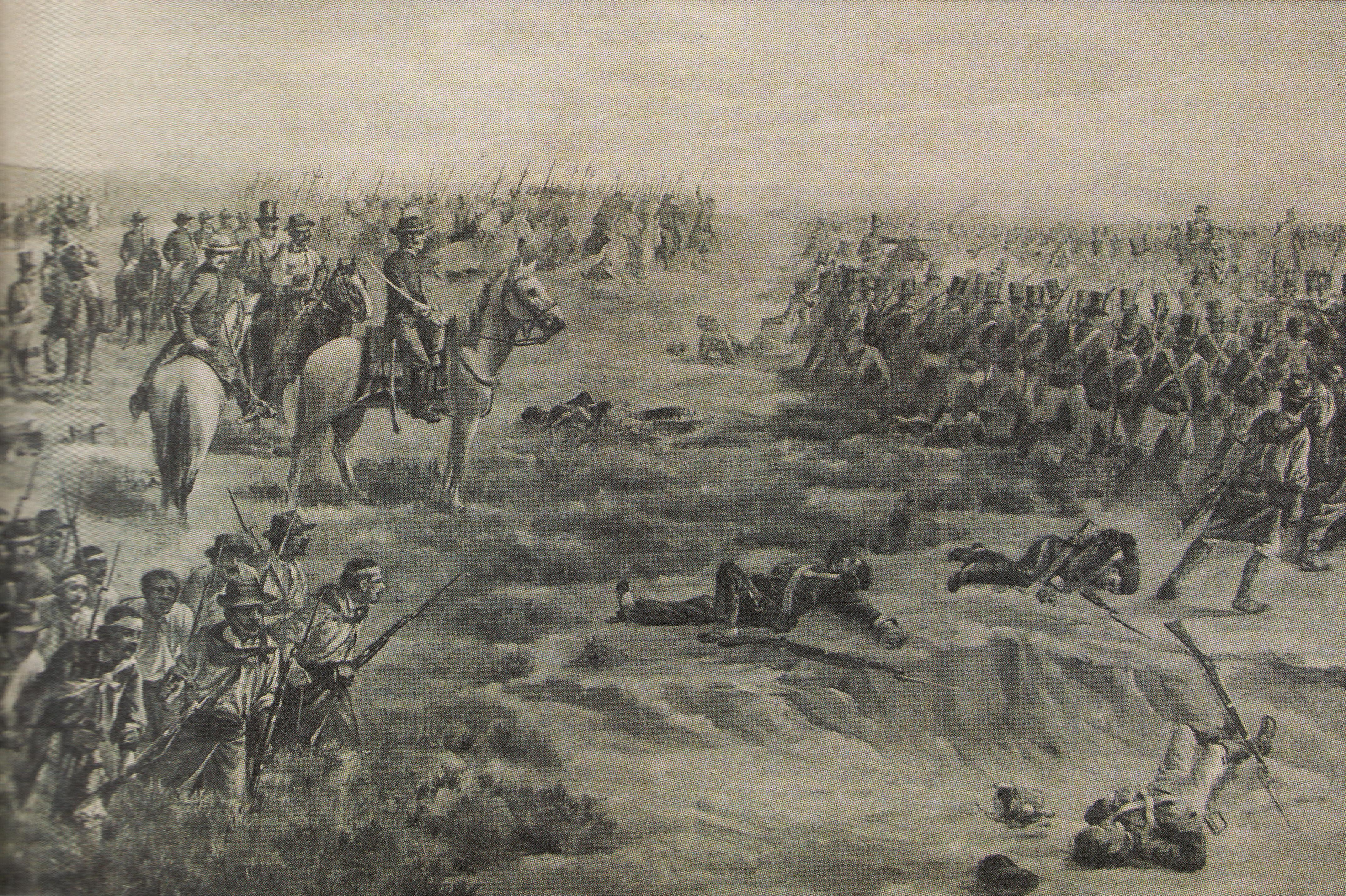
Batalla de las Piedras

La Pilarica es una vieja construcción de 1795 que perteneció a la familia de Don Pedro Rosé, vinculada a José Gervasio Artigas. Fue también conocida como la Azotea de Rosé, ya que se considera que desde allí se visualizó la Batalla de Las Piedras en 1811.
En 1924, don Pilar Cabrera, un conocido comerciante devoto de la Virgen del Pilar, adquiere este bien como una residencia de descanso y construye la torre mirador. Los vecinos comenzaron a denominar el lugar como “el castillo” o “La Pilarica”.
En los relatos populares surge que “desde la Pilarica se daban señales para la batalla del 18 de mayo”.
En el siglo XX, la Intendencia Municipal de Canelones la adquiere y restaura con el apoyo del Ministerio de Educación y Cultura.

## Características
Está ubicada a 59 metros sobre el nivel del mar en el camino que comunicaba a Montevideo con la campaña oriental, a través del Paso de Las Piedras, actual Av.Julio Sosa (ex Calpino). Tiene valor histórico ya que fue el lugar de entrada del Éxodo del Pueblo Oriental.
Constituye un centro cultural a partir del siglo XXI donde funciona un centro MEC, lugar de ensayo de grupos de teatro, y de un cuerpo de danzas folklóricas.
A partir de 2008 funciona allí un museo con objetos históricos relacionados con la Batalla de Las Piedras.